# نیروی هوایی مصر
نیروی هوایی مصر (به عربی: القوات الجوية المصرية)
شاخهٔ هوانوردی نیروهای مسلح مصر است. فرماندهی نیروی هوایی مصر به وسیلهٔ یک سرلشکر اداره می‌شود. هم‌اکنون فرماندهٔ نیروی هوایی مصر سرلشکر محمود فؤاد عبدالجواد است.
خدمات هوایی ارتش مصر در سال ۱۹۳۰ بر پا شد و در سال ۱۹۳۷ تبدیل به نیروی هوایی مستقل گردید. این نیرو مشارکت بسیار کمی در جنگ جهانی دوم داشت. از سال ۱۹۴۸ تا ۱۹۷۳ با نتیجه‌ای میان‌مایه در چهار جنگ جداگانه با اسرائیل و جنگ فرسایش‌زا شرکت داشته است.
این نیرو همچنین ارتش مصر را به هنگام جنگ داخلی یمن و جنگ مصر و لیبی در سال ۱۹۷۷ پشتیبانی نمود. نیروی هوایی مصر از سال ۱۹۷۷ تاکنون عملاً در هیچ نبردی شرکت نداشته، ولی در تمرین‌های بسیاری از جمله عملیات ستاره درخشان در سال ۱۹۸۵ شرکت کرده است.
اکنون نیروی هوایی مصر دارای بیش از ۱۱۰۰ هواپیمای جنگی و ۲۴۵ هلیکوپتر مسلح می‌باشد. استخوان بندی نیروی هوایی مصر را ۲۴۰ فروند جنگندهٔ اف-۱۶ فایتینگ فالکن تشکیل می‌دهد. نیروی هوایی مصر چهارمین کاربر بزرگ جنگندهٔ اف-۱۶ در جهان پس از ایالات متحدهٔ آمریکا، اسرائیل و ترکیه است. نیروی هوایی مصر در سال ۲۰۱۵ اقدام به سفارش ۲۴ فروند جنگنده مدرن فرانسوی داسو رافال کرد.

## تاریخچه

### برپایی

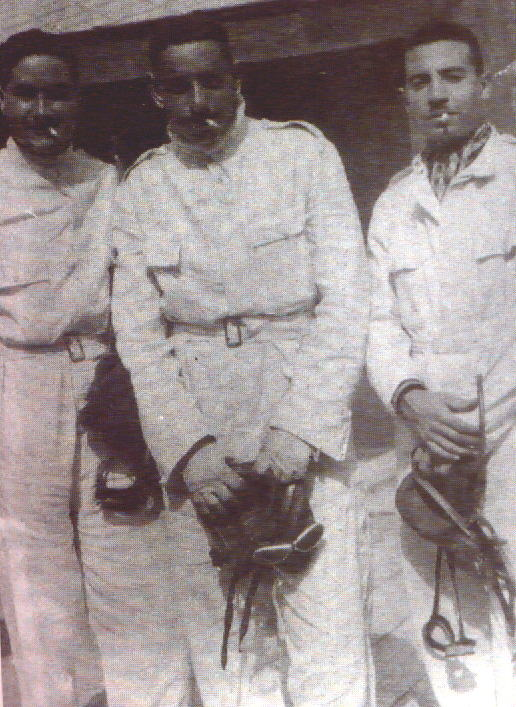
نخستین سه خلبان مصر

در سال ۱۹۲۸ پارلمان مصر پیشنهاد برپایی نیروی هوایی مصر را داد. وزارت جنگ مصر اعلام کرد که نیاز به داوطلب برای این بازوی جدید ارتش به عنوان نخستین چهار خلبان ارتش مصر را دارد. بیش از ۲۰۰ افسر مصری داوطلب شدند، ولی در پایان فقط ۳ تن توانستند آزمایش‌های سخت پزشکی و معاینه‌های فنی را با کامیابی پشت سر بگذارند. این سه تن به مدرسهٔ آموزش پرواز در نزدیکی کانال سوئز رفتند و روی چندین هواپیما آموزش دیدند. پس از دانش‌آموختگی برای آموزش‌های تخصصی به بریتانیا فرستاده شدند.
در تاریخ دوم نوامبر ۱۹۳۰ پادشاه مصر و سودان، احمد فؤاد، برپایی نیروی هوایی ارتش مصر را اعلام کرد و در سپتامبر ۱۹۳۱ شرکت هواگردسازی بریتانیایی دی هاویلند قرارداد تجهیز مصر با ده فروند هواپیمای آموزشی دی هاویلند جیپسی ماث را برنده شد.
نخستین فرماندهٔ خدمات هوایی ارتش مصر یک کانادایی به نام ویکتور هوبرت تیت لیدر یکی از اسکادران های نیروی هوایی بریتانیا بود. تیت پرسنل و جنگ‌افزار را انتخاب کرد و چند فرودگاه ساخت. در سال ۱۹۳۴ دولت بریتانیا مصر را با ده فروند آورو۶۶۲۶ تجهیز کرد که این هواپیماها نخستین هواپیماهای نظامی واقعی مصر بودند. پس از آن ۱۷ فروند آورو ۶۲۶ دیگر به همراه چند فروند هاوکر آواکس به آن‌ها افزوده شد.
در سال ۱۹۳۷ نیروی هوایی ارتش مصر از فرماندهی ارتش جدا و شاخه‌ای مستقل به نام نیروی هوایی پادشاهی مصر گردید. ایستگاه‌های جدیدی در منطقهٔ کانال سوئز و صحرای غربی ساخته شد.
در سال ۱۹۳۸ نیروی هوایی پادشاهی مصر ۲ اسکادران جنگندهٔ چهاربالهٔ گلاستر گلیدیتور و یک اسکادران هواپیمای شناسایی وستلند لایسندر که هواپیمای مدرنی برای آن زمان بود دریافت کرد. مصر آخرین کشوری بود که لایسندر را در عملیات به کار برد. این عملیات در جنگ ۱۹۴۸ فلسطین انجام شد.

### جنگ جهانی دوم
هنگامی که مرزهای مصر از سوی ایتالیایی‌ها و آلمانی‌ها در جنگ جهانی دوم مورد حمله قرار گرفت، نیروی هوایی بریتانیا فرودگاه‌های بیشتری در مصر بر پا کرد. نیروی هوایی پادشاهی مصر گاهی به عنوان بخشی از نیروی هوایی بریتانیا عمل می‌کرد و گاهی سیاست بی‌طرفی سختگیرانه‌ای در پیش می‌گرفت، که این سیاست بی‌طرفی رسماً تا اواخر جنگ ادامه پیدا کرد. پیامد این بی‌طرفی این بود که هواپیماهای کمی از سوی بریتانیا به مصر داده شد، ولی مصر نخستین جنگنده‌های مدرن هاوکر هاریکن و تعداد کمی کرتیس پی-۴۰ توماهاوک را در این برهه از زمان دریافت نمود. بلافاصله پس از جنگ هواپیماهای مازاد ارزان قیمت جنگ شامل تعداد زیادی سوپرمارین اسپیت‌فایر ام کی۹ به مصر داده شد.

### جنگ ۱۹۴۸ اعراب و اسرائیل

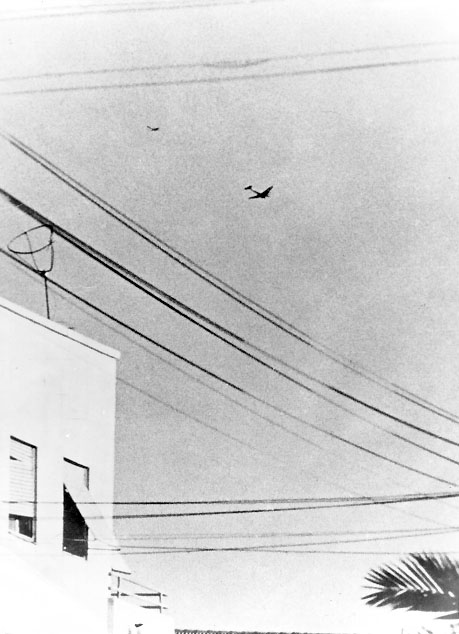
جنگندهٔ آویا اس-۱۹۹ اسرائیلی که در حال تعقیب یکی از هواپیماهای مصریی است که در تاریخ ۳ ژوئن ۱۹۴۸ تل آویو را بمباران کردند.

در پی عقب‌نشینی بریتانیا از سرزمین فلسطین که تحت‌الحمایهٔ این کشور بود و برپایی دولت اسرائیل در تاریخ ۱۴ مه ۱۹۴۸، نیروهای مصر به عنوان بخشی از اتحاد نظامی اتحادیهٔ عرب در پشتیبانی از فلسطین در برابر اسرائیل وارد فلسطین شدند. هواپیماهایی که در این عملیات شرکت داشتند عبارت بودند از بمب افکن شورت استرلینگ، داگلاس سی-۴۷ داکوتا که به عنوان بمب افکن سبک عمل می‌کرد و اسپیت‌فایر.

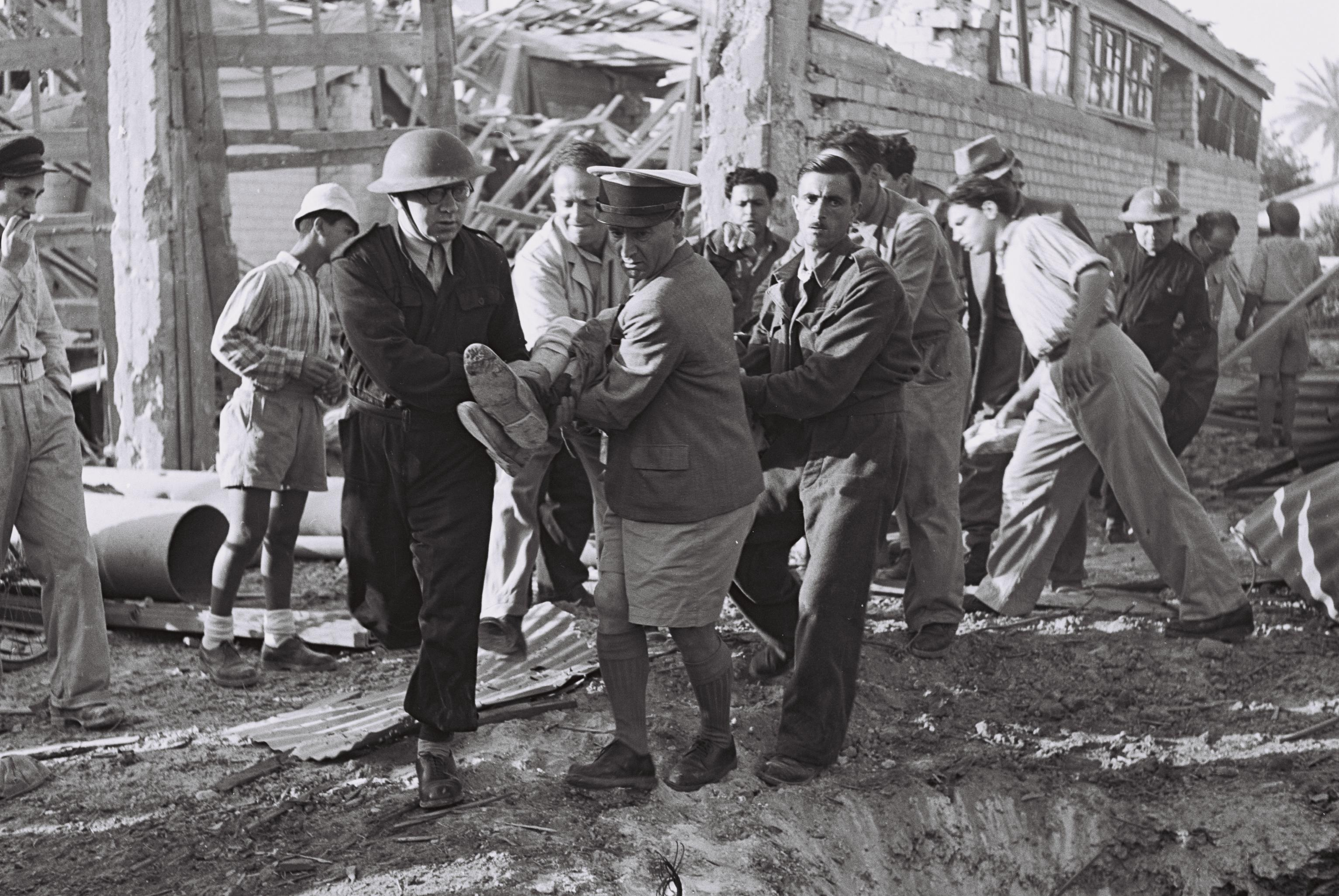
بمباران تل آویو در جنگ ۱۹۴۸ اعراب و اسرائیل به وسیلهٔ مصر

دو هواپیمای اسرائیلی در تاریخ ۲۲ مه ۱۹۴۸ سرنگون شدند و اسپیت‌فایرهای مصری به فرودگاه بریتانیایی رمات دیوید که گمان می‌رفت قبلاً نیروهای اسرائیلی آن را در دست گرفته‌اند، حمله کردند. نخستین حملهٔ هوایی بریتانیا را روی زمین غافلگیر کرد و منجر به نابودی چند هواپیمای بریتانیایی روی زمین و مرگ چهار تن از سوی نیروهای عرب بوده یا اسرائیل. هنگامی که دومین و سومین حمله به فاصلهٔ کوتاهی از نخستین حمله انجام شد این بار بریتانیایی‌ها آماده بودند و همهٔ هواپیماهای حمله‌کننده را سرنگون کردند و آخرین هواپیما برای مدتی در آسمان فریب داده شد تا خلبانان بریتانیایی نشان روی هواپیما را از نزدیک ببینند و از ملیت هواپیما آگاه شوند.

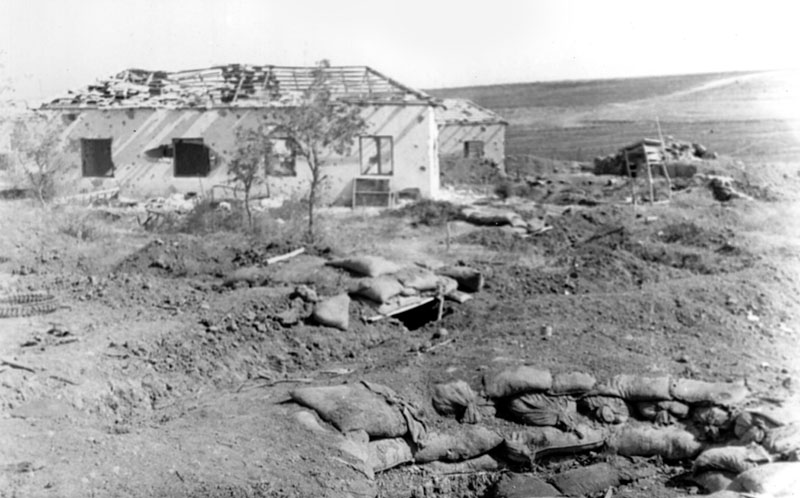
نیتزانیم پس از بمباران به وسیلهٔ مصر در نبرد نیتزانیم

ارتباط با بریتانیا دوباره بهبود پیدا کرد و وضعیت جنگی ادامه‌داری که میان مصر و اسرائیل حکمفرما بود خرید جنگ‌افزار را تضمین می‌کرد. اسپیت‌فایرهای جدید ام کی۲۲ برای جایگزینی مدل‌های پیشین خریداری شد. در اواخر سال ۱۹۴۹ مصر نخستین جنگندهٔ جت خود گلاستر میتیور اف۴ را مدت کوتاهی پس از دریافت دیهاویند ومپایر اف بی۵ دریافت نمود. پس از انقلاب مصر در سال ۱۹۵۲ دولت مصر مصمم شد تا از وابستگی به جنگ‌افزارهای بریتانیایی رها گردد. در سال ۱۹۵۵ زیر نظر رئیس‌جمهور وقت جمال عبدالناصر مصر آغاز به خرید جنگ‌افزارهای شوروی نمود. این جنگ‌افزارها شامل هواپیما نیز می‌شد. نخستین هواپیماهایی که از شوروی خریداری شد عبارت بودند از جنگنده میگ-۱۵، بمب افکن ایلوشین-۲۸، ترابری ایلوشین-۱۴ و آموزشی یاک-۱۱. معلم‌های اهل چکسلواکی نیز به همراه این هواپیماها آمدند. در این دوره زمانی بود که مصر موفق شد نخستین هواپیمای بومی خود را مونتاژ کند. این هواپیما طراحی شده در چکسلواکی بود و جمهوریه بوکر-۱۸۱ بستمان نام داشت و یک هواپیمای آموزشی بود.

### بحران سوئز

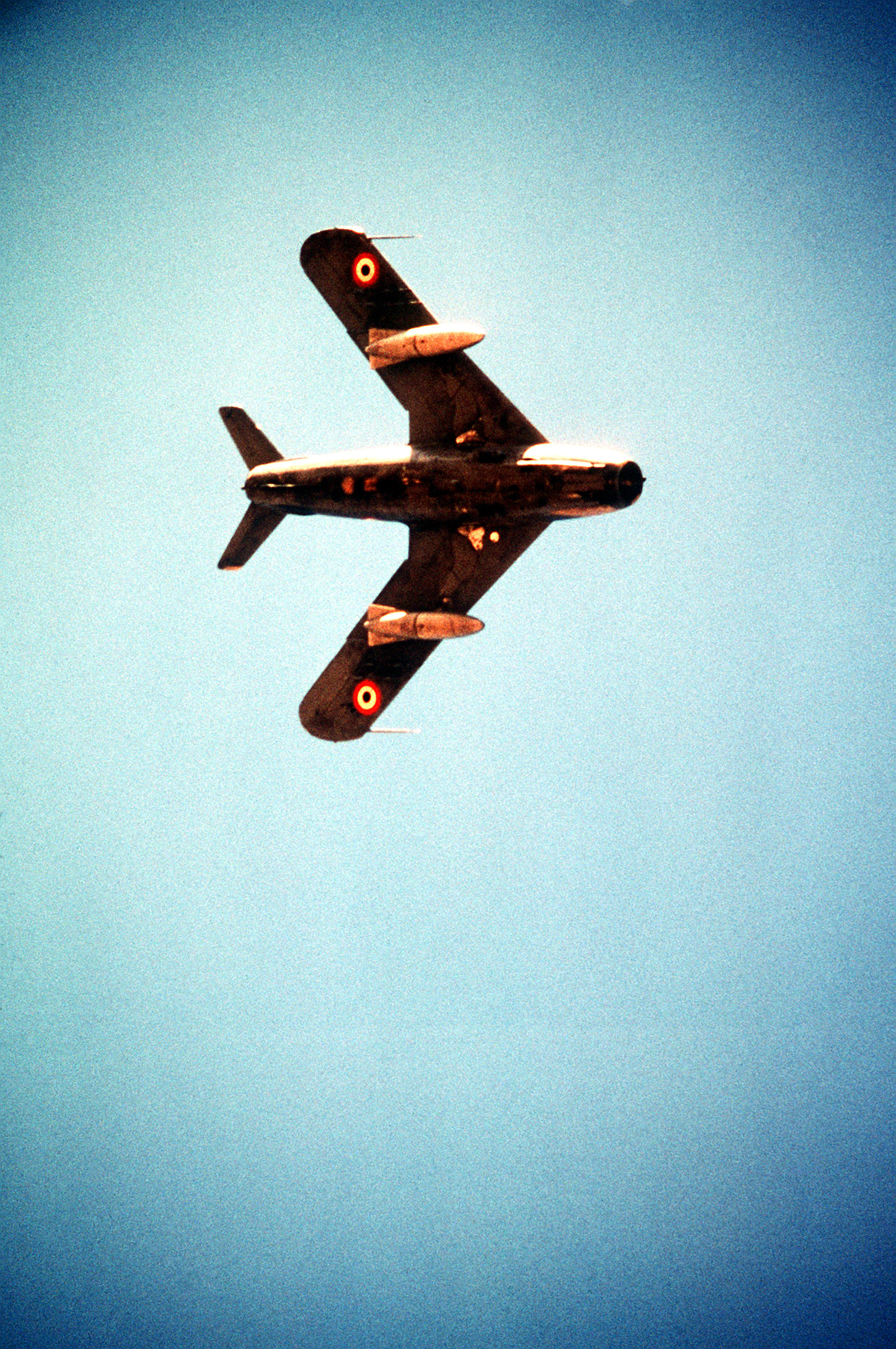
یک فروند میگ-۱۷ نیروی هوایی مصر

پس از این که دولت مصر کانال سوئز را در سال ۱۹۵۶ ملی کرد، مصر مورد حملهٔ اسرائیل، فرانسه و بریتانیا قرار گرفت. این درگیری به بحران سوئز معروف است. مصری‌ها تلفات بسیاری دادند. این درگیری گرچه تلفات بسیاری برای مصر بر جا گذاشت، ولی پیامد آن برای مصر یک پیروزی سیاسی بود و نیروهای سه دولت متخاصم از این کشور کاملاً عقب‌نشینی کردند. این درگیری سبب شد تا مصر نیروی هوایی خود را بدون کمک بریتانیا بازسازی کند.

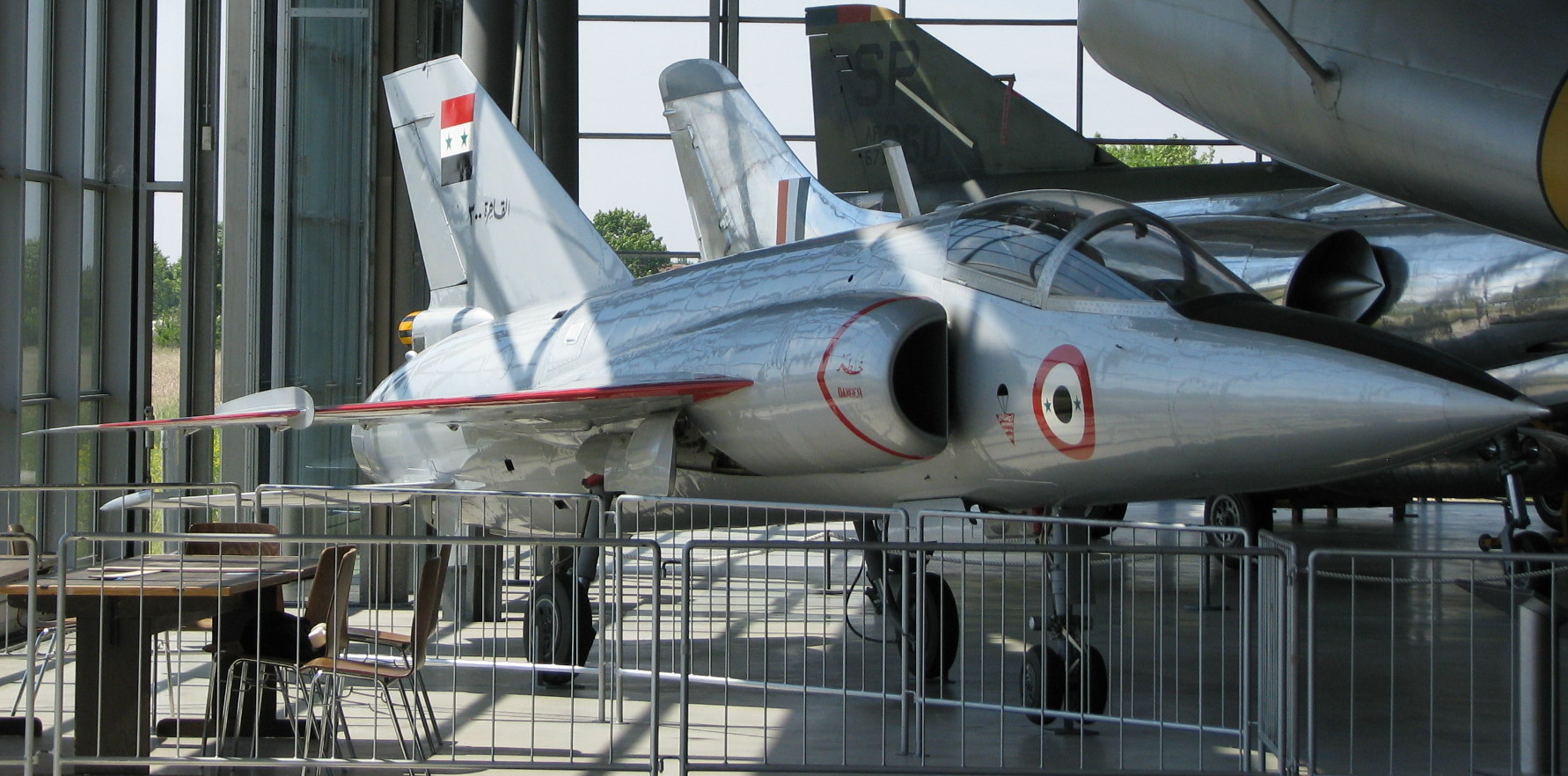
حلوان ۳۰۰

در سال ۱۹۵۸ مصر با سوریه متحد شد و جمهوری متحدهٔ عربی را تشکیل داد و نیروهای هوایی مصر و سوریه نیروی هوایی جمهوری متحده را تشکیل دادند. با وجود این سوریه این اتحادیه را در سال ۱۹۶۱ ترک کرد و مصر نام رسمی «اتحادیه» را تا سال ۱۹۷۱ به کار می‌برد که شامل نیروی هوایی مصر نیز می‌شد.
تا میانهٔ دههٔ ۱۹۶۰ هواگردهای بریتانیایی جای خود را کاملاً به هواگردهای شوروی دادند. اتحاد شوروی تجهیز کنندهٔ اصلی نیروی هوایی مصر و بسیاری از دیگر کشورهای عربی گردید. این موضوع سبب شد تا نیروی هوایی مصر بسیار مدرن شده و کارایی جنگی آن افزایش پیدا کند. میگ-۲۱ فیشبد در اوائل دههٔ ۱۹۶۰ وارد نیروی هوایی مصر شد و سرعت نیروی هوایی مصر را به ۲ ماخ رساند. میگ-۲۱ برای دو دهه جنگندهٔ اصلی مصر بود. در سال ۱۹۶۷ مصر ۲۰۰ فروند میگ-۲۱ داشت. همچنین در اواسط دههٔ ۱۹۶۰ نیروی هوایی مصر شکاری بمب افکن‌های سوخو-۷ خود را به پرواز درآورد.
مصر همچنین ساخت نخستین هواپیمای فراصوت خود حلوان ۳۰۰ را آغاز کرد، ولی ساخت این هواپیما از ۳ پیش نمونه و پرواز آزمایشی فراتر نرفت و به خاطر هزینهٔ نظامی بالایی که به خاطر درگیری نظامی مصر در جنگ یمن و شکست آن در جنگ ۱۹۶۷ با اسرائیل به مصر تحمیل شده بود این پروژه رها گردید.

### جنگ ایران و عراق
در جریان جنگ ایران و عراق ، عراق بعثی 
۵ فروند میراژ ۵ از مصر اجاره کرد تا علیه ایران استفاده کند . یک فروند از این میراژ ها توسط اف-۱۴ نیروی هوایی ایران ، سرنگون شد .

### جنگ یمن
سلطنت‌طلب‌های یمن از سوی عربستان سعودی و اردن و جمهوری خواهان یمن از سوی مصر پشتیبانی می‌شدند. درگیری بسیار شدید بود و در درون شهرها و روستاها نبرد سنگینی در جریان بود. هم نیروهای منظم و هم نامنظم خارجی در جنگ درگیر بودند. از دیدگاه استراتژیک جنگ یمن فرصتی برای اسرائیل بود، زیرا این جنگ برنامه‌های نظامی مصر را برای تقویت سینا و تمرکز آن بر این شبه جزیره را راکد می‌گذاشت. این جنگ این فرصت را به اسرائیل داد تا تاکتیک‌های جنگی مصر و انعطاف‌پذیری آن را ارزیابی کند. نیروی هوایی و دریایی مصر آغاز به بمباران و گلوله‌باران شهر نجران عربستان سعودی و شهر ساحلی جیزان که دو نقطهٔ سازماندهی نیروهای سلطنت‌طلب بودند کردند. در پاسخ سعودی‌ها سیستم دفاع هوایی ثاندربرد را از بریتانیا خریداری کرده و فرودگاه هوایی خود را در خمیس مشیط توسعه دادند. دولت سعودی همچنین کوشید تا ایالات متحده را از سوی خود وادار به پاسخ کند. کندی رئیس‌جمهوری وقت آمریکا فقط یک دسته جنگنده و بمب افکن جت خود را به پایگاه ظهران فرستاد تا جدیت خود را در دفاع از منافع ایالات متحده در عربستان سعودی به مصر نشان دهد.

### جنگ شش روزه
در جنگ شش‌روزهٔ ۱۹۶۷ پس از این که نیروی هوایی اسرائیل پایگاه‌های هوایی مصر را در یک حملهٔ پیش‌دستانه با نام عملیات فکوس ویران کرد، توان جنگی نیروی هوایی مصر به شدت کاهش پیدا کرد. در چهار روز آخر جنگ نیروی هوایی مصر فقط ۱۵۰ سورتی پرواز را علیه یکان‌های اسرائیلی در سینا انجام داد. پس از جنگ اتحاد شوروی با فرستادن تعداد بسیاری هواگرد و مستشار به مصر نیروی هوایی مصر را دوباره تقویت نمود.

### جنگ فرسایشی
در سال‌های ۱۹۶۷ تا ۱۹۷۰ جنگی فرسایشی میان مصر و اسرائیل درگرفت. نیروی هوایی مصر برنامهٔ گسترده‌ای را برای ساخت پایگاه‌های هوایی جدید آغاز کرد تا توانایی بقایی این پایگاه‌ها را افزایش دهد. در این زمان مصر از دست‌رفته‌های خود در جنگ شش‌روزه را جبران کرد. نیروی هوایی مصر نخستین شاخهٔ نیروهای مسلح مصر بود که آمادگی کامل نظامی پیدا کرد.
در تاریخ ۱۵ ژوئیه ۱۹۶۷ شش جنگندهٔ میراز ۳ اسرائیلی به حریم هوایی مصر تجاوز کردند. در پی آن دو دسته میگ-۲۱ مصری که هر دسته شامل دو فروند جنگنده بود برای رهگیری میراژها برخاستند. یک دستهٔ دیگر میگ-۲۱ به خلبانی سرگرد فوضی سلامه و ستوان مدحت ذکی در پایگاه هوایی غرب قاهره آماده بودند. در واقع این دسته از زمین برخاست، ولی برای پشتیبانی از پایگاه و نه برای رهگیری، ولی سرگرد فوضی بر پشتیبانی جنگنده‌هایی که با اسرائیلی‌ها درگیر شده بودند پافشاری کرد و به وینگمن خود دستور داد تا به دنبال او برود. هنگامی که فوضی و وینگمن او رسیدند میراژهای اسرائیلی فوراً گریخته.

### جنگ اکتبر ۱۹۷۳
نیروی هوایی مصر در این جنگ فرسایشی با بیش از ۲۲۰ هواگرد در مرحلهٔ نخست حضور داشت.

### نبرد هوایی المنصوره
در تاریخ ۱۴ اکتبر ۱۹۷۳ اسرائیلی‌ها حملهٔ گسترده‌ای را با بیش از ۲۵۰ جنگنده آغاز کردند. این جنگنده‌ها شامل اف-۴ و ای-۴ بودند و هدف از حمله نابودی پایگاه هوایی بزرگ المنصوره بود. این حمله منجر به نبرد تن به تن هوایی گردید که دست کم ۵۳ دقیقه به درازا کشید و به نبرد هوایی المنصوره معروف گردید. بر پایهٔ تخمین مصری‌ها همزمان ۱۸۰ هواپیما باهم درگیر شدند که بیشتر آن‌ها اسرائیلی بودند. در ساعت ۱۰ بعدازظهر به وقت محلی رادیو قاهره اعلام کرد که چندین نبرد هوایی در آن روز بر فراز تعدادی از پایگاه‌های هوایی مصر انجام شد که شدیدترین این نبردها بر روی منطقهٔ دلتای شمالی بوده است. این رادیو ادعا کرد که ۱۵ فروند هواپیمای دشمن به وسیلهٔ جنگنده‌های مصری سرنگون شده و ۳ فروند جنگندهٔ مصری نیز سرنگون شدند و تعداد بیشتری از جنگنده‌های اسرائیلی به وسیلهٔ نیروی زمینی و پدافند هوایی بر فراز سینا و آبراههٔ سوئز سرنگون شدند. از سوی دیگر رادیو اسرائیل چند روز بعد مدعی شد که نیروی هوایی اسرائیل ۱۵ فروند جنگندهٔ مصری را سرنگون کرده که بعداً این رقم به ۷ فروند کاهش پیدا کرد.
بعدها دولت مصر روز نیروی هوایی را برای یادبود نبرد هوایی المنصوره از ۲ نوامبر به ۱۴ اکتبر تغییر داد.

### شابا ۱
در خلال بحران شابا ۱ در سال ۱۹۷۷ در زئیر نیروی هوایی مصر ۵۰ خلبان و تکنسین را برای جت‌های میراژ نیروی هوایی زئیر فراهم آورد.

### جنگ مصر و لیبی
در خلال جنگ مصر و لیبی چند درگیری میان جنگنده‌های مصر و لیبی پدید آمد. در یکی از این درگیری‌ها دو فروند میگ-۲۳ام اس نیروی هوایی لیبی با دو فروند میگ-۲۱ام اف نیروی هوایی مصر که برای حمل جنگ‌افزارهای غربی بهینه‌سازی شده بودند درگیر شدند. خلبانان لیبی دچار اشتباه شده و اقدام به مانور با جنگنده‌های تیز و چابک‌تر مصر کردند که در پی آن یک فروند میگ-۲۳ام‌اس لیبی سرنگون شد و جنگندهٔ دیگر لیبیایی موفق شد فرار کند.

### عملیات ستارهٔ درخشان
از سال ۱۹۷۷ نیروی هوایی مصر فعالیت بسیار اندکی داشته است. شاید مهم‌ترین فرصت تمرین برای این نیرو عملیات ستارهٔ درخشان باشد که تمرینی به فرماندهی مرکزی ایالات متحدهٔ آمریکا بود.

## تجهیزات

### ناوگان فعلی

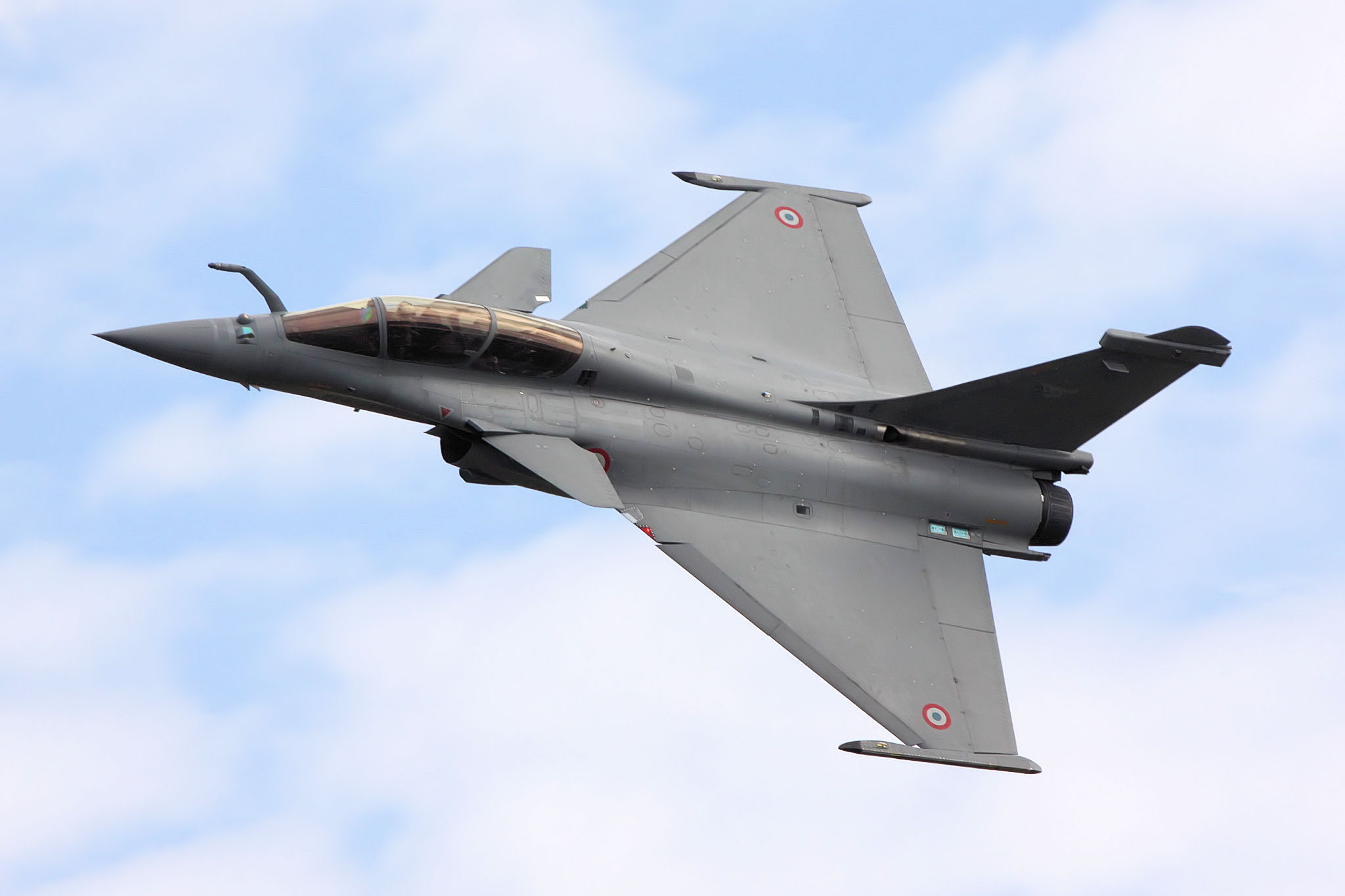
یک جنگنده رافال

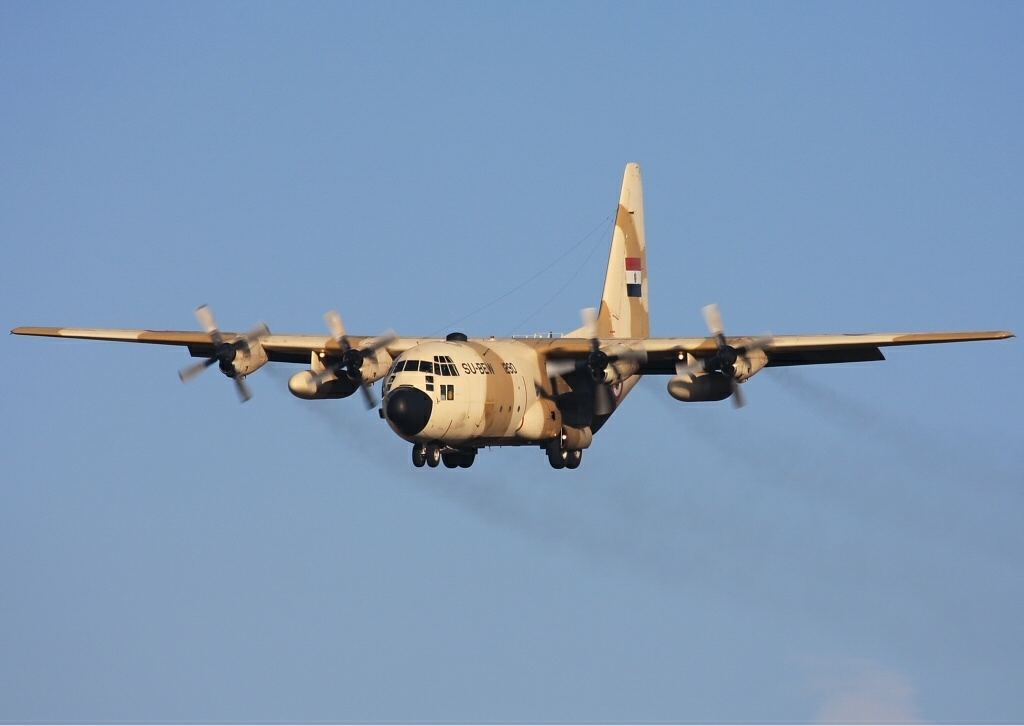
سی-۱۳۰ اچ از ناوگان نیروی هوایی مصر

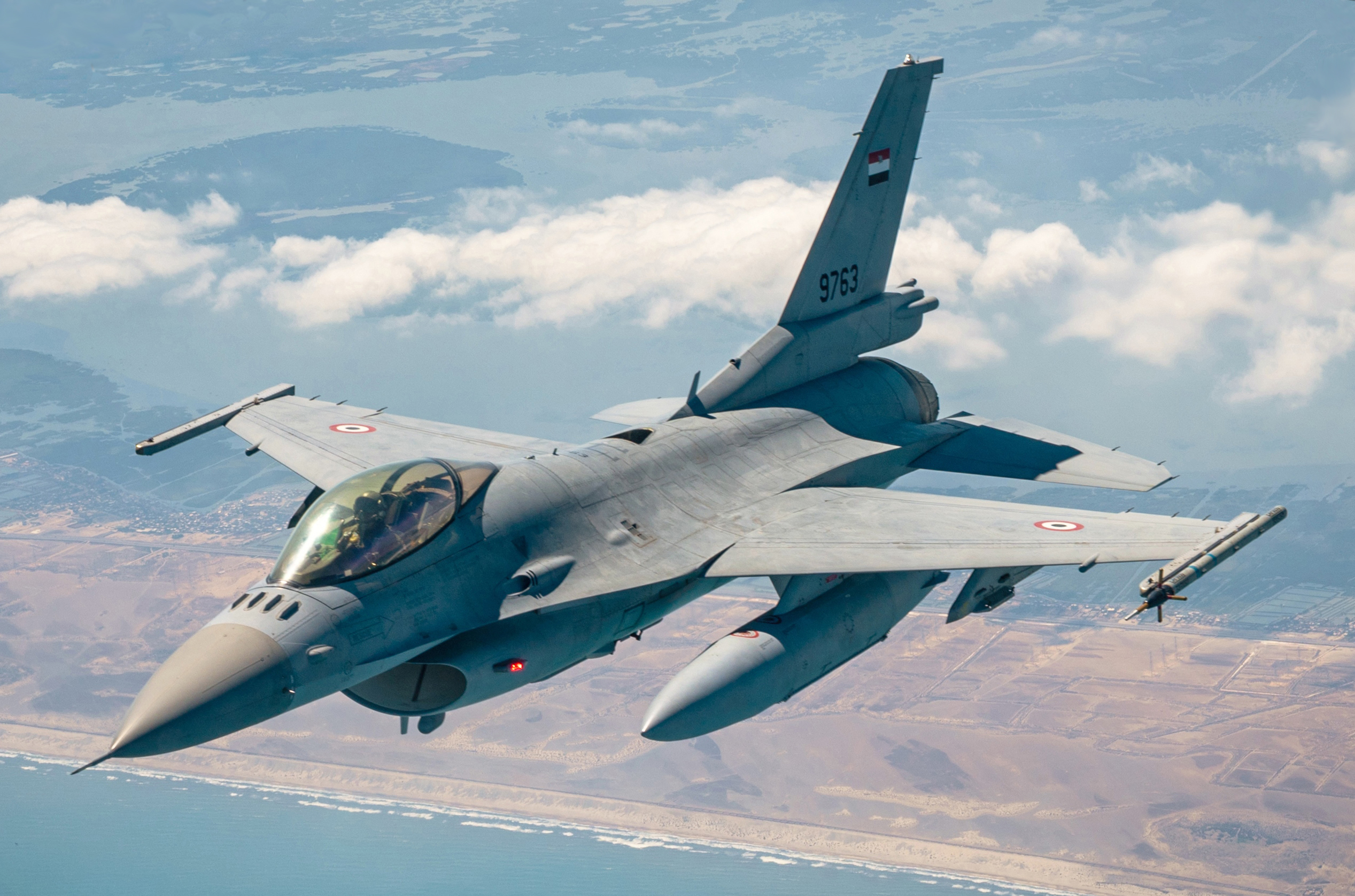
بک فروند اف-۱۶ فایتینگ فالکون مصری

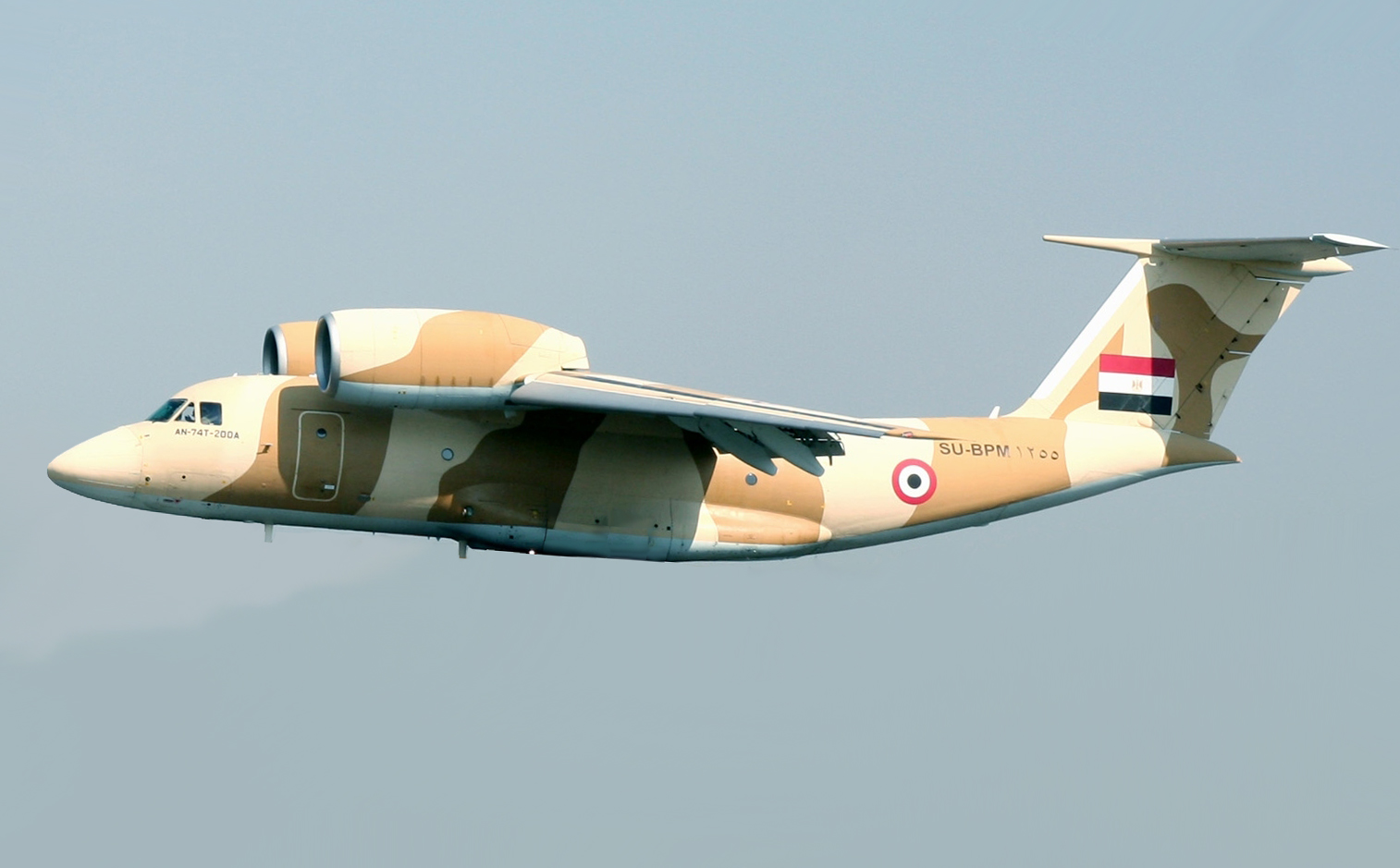
آنتونوف ای ان-۷۴ مصری در حال پرواز

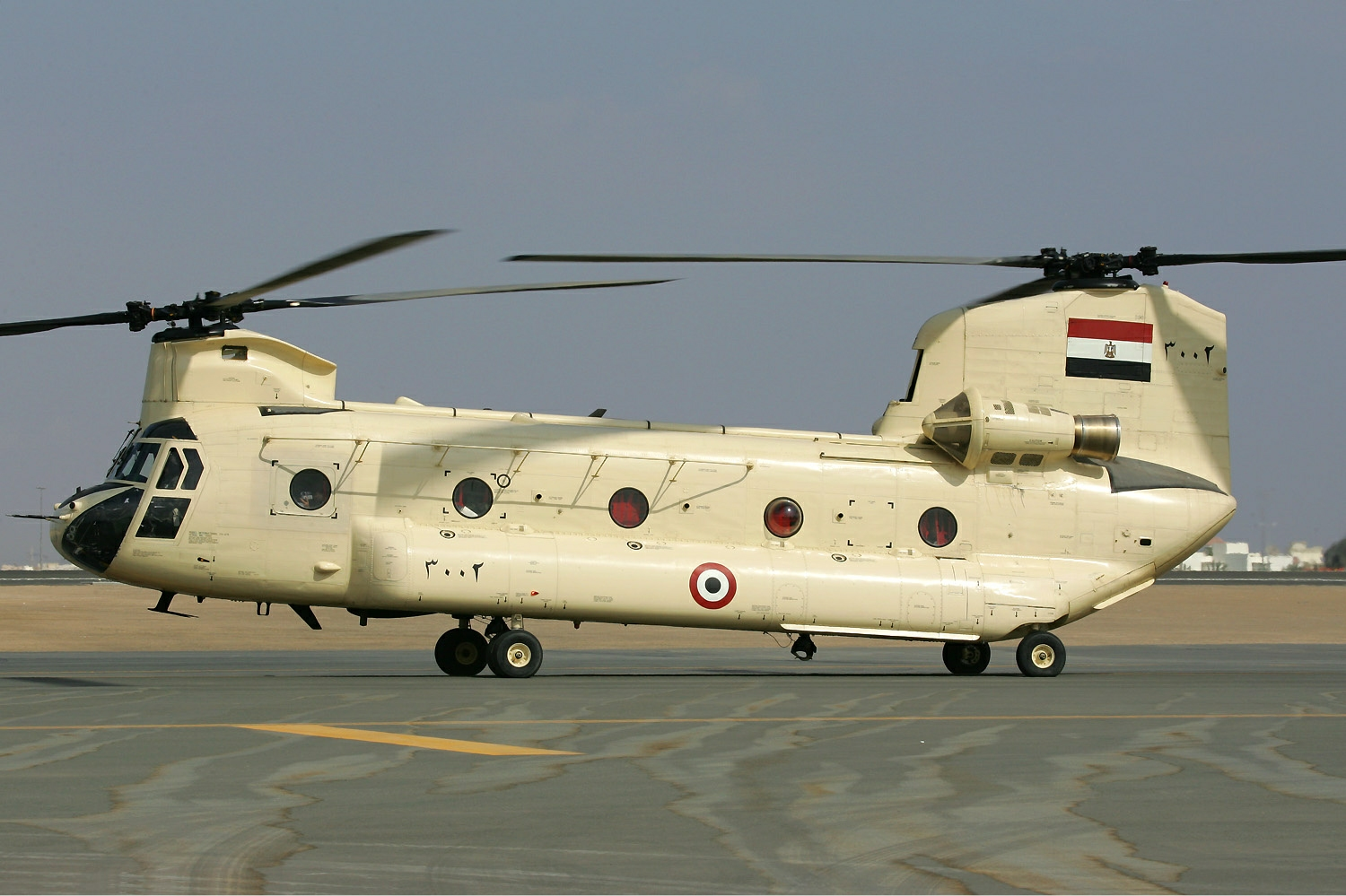
یک فروند سی اچ-۴۷دی شینوک مصری

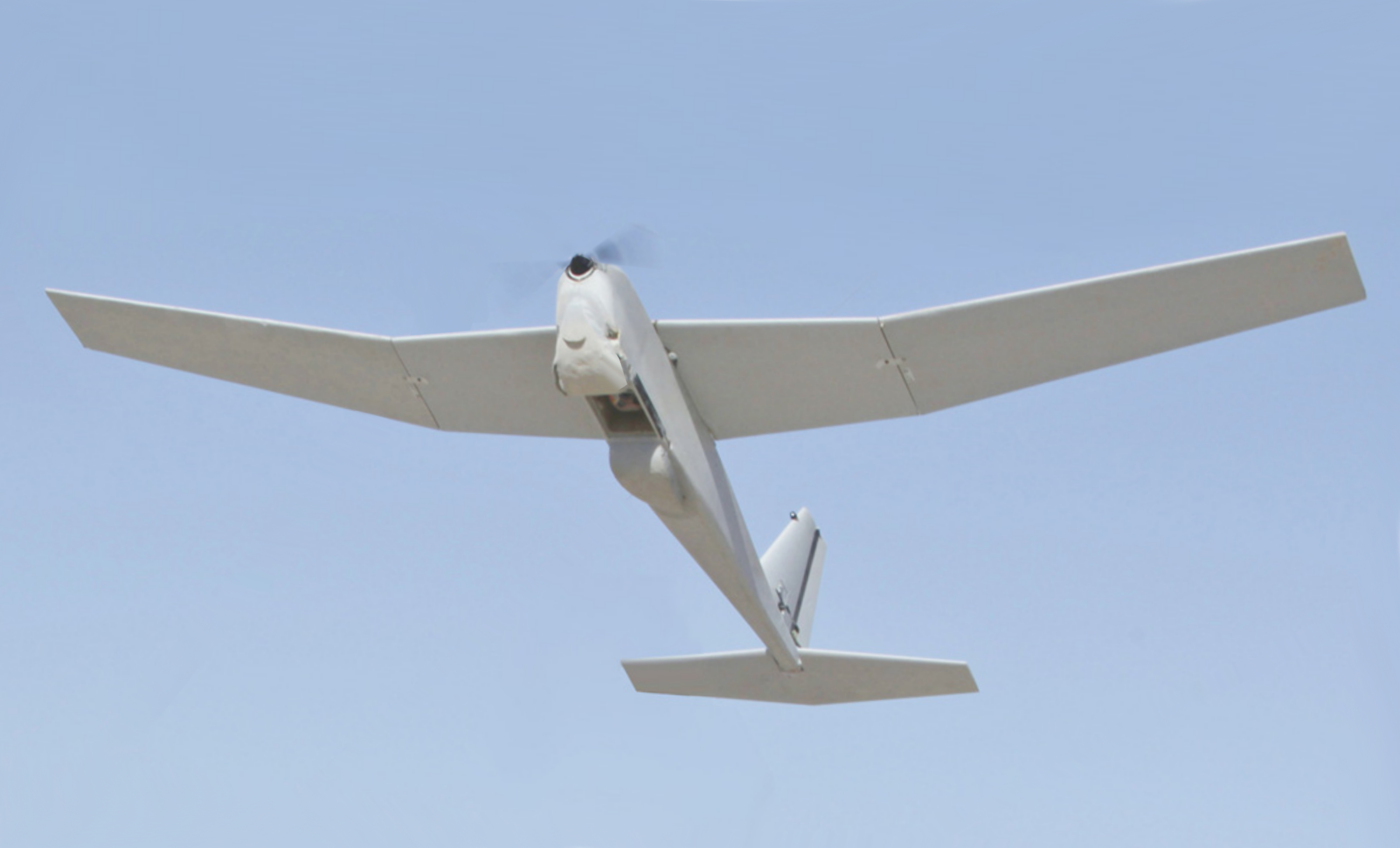
آرکیو-۲۰ مصری

| هواگرد                    | مبدا ساخت           | ماموریت                                | گونه             | تعداد در حال خدمت | توضیحات                                                        |
| هواگرد جنگی               | هواگرد جنگی         | هواگرد جنگی                            | هواگرد جنگی      | هواگرد جنگی       | هواگرد جنگی                                                    |
| ------------------------- | ------------------- | -------------------------------------- | ---------------- | ----------------- | -------------------------------------------------------------- |
| آلفا جت                   | فرانسه / آلمان      | تهاجمی سبک                             |                  | ۳۶                | ۲۷ فروند به آموزش تبدیلی اختصاص داده شده است.                  |
| داسو رافال                | فرانسه / مصر        | چندمنظوره                              | دی ام/ئی ام      | ۲۴                | ۳۰ فروند سفارش داده شده است.                                   |
| اف-۱۶ فایتینگ فالکن       | ایالات متحده آمریکا | چندمنظوره                              | ای/بی/سی/دی      | ۲۱۸               | ۵۰ فروند از گونه‌های سی/دی به آموزش تبدیلی اختصاص داده شده است. |
| میگ-۲۹ام                  | روسیه               | چندمنظوره                              | ام/ام۲           | ۴۳                | ۱۲ فروند به آموزش تبدیلی اختصاص داده شده است.                  |
| میراژ ۲۰۰۰                | فرانسه              | چندمنظوره                              | ئی ام/دی ام      | ۱۹                | ۲ فروند به آموزش تبدیلی اختصاص داده شده است.                   |
| آواکس                     |                     |                                        |                  |                   |                                                                |
| ئی-۲ هاوک آی              | ایالات متحده آمریکا | آواکس                                  | ئی-۲سی           | ۷                 |                                                                |
| ترابری                    |                     |                                        |                  |                   |                                                                |
| آنتونوف -۷۴               | اوکراین             | ترابری                                 | ای ان-۷۴کی-۲۰۰ای | ۳                 |                                                                |
| بیچ‌کرفت ۱۹۰۰              | ایالات متحده آمریکا | ترابری                                 |                  | ۸                 | ۴ فروند به جنگ الکترونیک اختصاص داده شده                       |
| کاسا سی-۲۹۵               | اسپانیا             | ترابری                                 |                  | ۲۴                |                                                                |
| سی-۱۳۰ هرکولس             | ایالات متحده آمریکا | ترابری / امداد و نجات / شنودالکترونیک  | سی-۱۳۰ اچ        | ۲۳                | ۲ فروند برای شنود الکترونیک به کار می‌روند.                     |
| سی-۱۳۰جی سوپر هرکولس      | ایالات متحده آمریکا | ترابری                                 | سی-۱۳۰جی-۳۰      | ۳                 | ۱۲ فروند سفارش داده شده است.                                   |
| دی اچ سی-۵ بوفالو         | کانادا              | ترابری                                 |                  | ۸                 | از خدمت خارج خواهند شد.                                        |
| ایلیوشین ایل-۷۶           | روسیه               | ترابری سنگین                           | ای ال-۷۶ ام اف   | ۲                 | از نیروی هوایی سلطنتی اردن دریافت شد                           |
| بالگردها                  |                     |                                        |                  |                   |                                                                |
| آئروسپاسیال گازل          | فرانسه              | دیده‌بانی / ضد تانک                     | اس ای ۳۴۲ کی     | ۶۵                |                                                                |
| آئروسپاسیال گازل          | فرانسه              | دیده‌بانی / ضد تانک                     | اس ای ۳۴۲ ال     | ۵                 |                                                                |
| آگوستاوستلند ای‌دبلیو۱۰۹   | ایتالیا             | چندمنظوره سبک /وی ای پی                |                  | ۳                 |                                                                |
| آگوستاوستلند ای‌دابلیو۱۳۹  | ایتالیا             | چندمنظوره سبک /وی ای پی / امداد و نجات |                  | ۴                 | ۲ فروند به امداد و نجات اختصاص داده شده.                       |
| آگوستاوستلند ای‌دابلیو۱۴۹  | ایتالیا             | چندمنظوره /وی ای پی                    |                  | ۵                 | ۶ فروند سفارش داده شده است.                                    |
| آگوستاوستلند ای‌دبلیو۱۸۹   | ایتالیا             | چندمنظوره / امداد و نجات               |                  |                   | ۸ فروند سفارش داده شده است.                                    |
| ای‌اچ-۶۴ آپاچی             | ایالات متحده آمریکا | تهاجمی                                 | ای اچ-۶۴ دی      | ۴۵                |                                                                |
| سی‌اچ-۴۷ شینوک             | ایالات متحده آمریکا | ترابری / CSAR                          | سی اچ-۴۷ دی      | ۱۶                |                                                                |
| سی‌اچ-۴۷ شینوک             | ایالات متحده آمریکا | ترابری / CSAR                          | سی اچ-۴۷ سی      | 3                 |                                                                |
| کاموف-۵۰                  | روسیه               | دیده‌بانی / ضدتانک                      | کاموف-۵۲         | ۴۶                |                                                                |
| میل می-۸                  | اتحاد جماهیر شوروی  | چندمنظوره                              | می-۸ تی          | ۴۰                |                                                                |
| میل می-۱۷                 | اتحاد جماهیر شوروی  | چندمنظوره                              | می-۱۷–۱-وی       | ۳                 |                                                                |
| میل می-۲۴                 | اتحاد جماهیر شوروی  | تهاجمی                                 | می-۲۴ وی         | ۱۳                |                                                                |
| اس اچ-۲ جی سوپر سی اسپریت | ایالات متحده آمریکا | ضدزیردریایی / گشت دریایی               |                  | ۱۰                |                                                                |
| سیکورسکی اس-۷۰ بلّک هاوک   | ایالات متحده آمریکا | وی ای پی                               |                  | ۴                 |                                                                |
| سیکورسکی یواچ-۶۰ بلک هاوک | ایالات متحده آمریکا | وی ای پی                               | یواچ-۶۰ ال       | ۴                 |                                                                |
| وستلند سی کینگ            | بریتانیا            | ترابری / چندمنظوره                     | Commando Mk.2/1  | ۲۳                |                                                                |
| آموزشی                    |                     |                                        |                  |                   |                                                                |
| آئرو ال-۳۹                | جمهوری چک           | آموزش اولیه                            |                  | ۱۰                |                                                                |
| امبرائر ئی‌ام‌بی ۳۱۲ توکانو | برزیل               | آموزشی                                 |                  | ۵۴                |                                                                |
| گراب گ ۱۱۵                | آلمان               | آموزش پایه                             |                  | ۷۴                |                                                                |
| کی-۸                      | پاکستان/ چین        | جت آموزشی                              |                  | ۱۱۹               |                                                                |
| پهپاد                     |                     |                                        |                  |                   |                                                                |
| ای اس ان ۲۰۹              | چین                 | نظارت                                  |                  |                   | تولید تحت لیسانس در مصز                                        |
| 6th of October            | مصر                 | شناسایی / تهاجمی                       |                  |                   |                                                                |
| E-June 30                 | مصر                 | شناسایی /تهاجمی                        |                  |                   |                                                                |
| ار۴ئی-۵۰ اسکای آی         | ایالات متحده آمریکا | شناسایی                                |                  |                   |                                                                |
| وینگ لونگ                 | چین                 | شناسایی                                |                  |                   |                                                                |
| وینگ لونگ-۲               | چین                 | شناسایی                                |                  |                   |                                                                |
| سی ای اس سی رِینبو         | چین                 | نظارت                                  | سی اچ-۵          |                   |                                                                |
| یبهون یونایتد ۴۰          | امارات متحده عربی   | نظارت                                  |                  |                   | تولید تحت لیسانس در مصز                                        |
| سی ای سی آی سی-دبلیو جِی   | چین                 | نظارت                                  | دبلیو جی-۷۰۰     |                   |                                                                |
| آرکیو-۲۰ پوما             | ایالات متحده آمریکا | نظارت                                  |                  |                   | hand-launched system                                           |
| اسکراب ۳۲۴                | ایالات متحده آمریکا | نظارت                                  |                  |                   |                                                                |
| لیپان ام۳                 | آرژانتین            | نظارت                                  |                  |                   |                                                                |
| مگیت بانشی -              | بریتانیا            | target drone                           |                  |                   |                                                                |

### استنادات
1. ↑  "Egypt Military Strength". globalfirepower.com.
2. ↑  "Ministry of Defense-Egypt". GlobalSecurity.org. Retrieved 5 January 2009.
3. ↑  "Egypt - Worldmark Encyclopedia of Nations". encyclopedia.com. Retrieved 12 July 2014.
4. ↑  Nicolle, David; Sherif Sharmy (24 September 2003). "Battle of el-Mansourah". Middle East Database. Air Combat Information Group. Retrieved 5 January 2009.
5. ↑  "Egypt - Al Quwwat al Jawwiya Ilmisriya - Egyptian Air Force - EAF". f-16.net. Retrieved 20 July 2014.
6. ↑  Crawford, Alex. "Stirlings in Egypt". ACIG.org. Retrieved 30 January 2013.
7. ↑  Kenneth M. Pollack, Mark Grimsley, Peter Maslowski, Arabs at War: Military Effectiveness, 1948–1991,University of Nebraska Press, 2004 p.170
8. 1 2  Dr. David Nicolle and Sherif Sharmy (24 September 2003). "Battle of el-Mansourah". Retrieved 7 March 2011.{{cite web}}:  نگهداری یادکرد:استفاده از پارامتر نویسندگان (link)
9. ↑  «Libya & Egypt, 1971–1979». بایگانی‌شده از اصلی در ۸ اکتبر ۲۰۱۴. دریافت‌شده در ۲۸ اکتبر ۲۰۱۴.
10. 1 2 3 4 5 6 7 8 9 10 11 12 13 14 15 16 17 18 19 20 21 22 23 24  Military Balance 2024. IISS. 2024. ISBN 978-1-03-278004-7.
11. 1 2 3 4 5 6  "World Air Forces 2024". Flight Global. Flightglobal Insight. 2024. Retrieved 21 September 2024. {{cite news}}: Cite has empty unknown parameter: |1= (help)
12. ↑  Donald, David. "Egypt Orders 30 More Rafale Fighters". Aviation International News.
13. ↑  Mackenzie, Christina (4 May 2021). "Egypt bumps up its Rafale fleet by 30 new planes". Defense News.
14. 1 2 3 4 5 6 7 8 9 10 11 12  "World Air Forces 2023". Flightglobal Insight. 2023. Retrieved 7 December 2022.
15. ↑  "Egypt getting C-130 ELINT capability". defenceWeb (به انگلیسی). 2017-01-18. Retrieved 2020-09-24.
16. ↑  "Egypt – C-130J-30 Super Hercules Aircraft". www.dsca.mil.
17. ↑  "U.S. Senate backs $2.2 billion military sale to Egypt". Reuters. 10 March 2022 – via www.reuters.com.
18. ↑  "Egypt acquires Il-76 transports". defenceWeb (به انگلیسی). 2019-08-06. Retrieved 2020-09-24.
19. 1 2  Bodeen, Christopher (3 May 2013). "China emerging as new force in drone warfare". Phys.org. Retrieved 2 April 2018.
20. ↑  {{cite news|url= https://www.zawya.com/en/business/technology-and-telecom/egyptian-company-unveils-locally-made-drones-smart-munitions-q6cd50tt |title= Egyptian Company unveils locally-made drones, smart munitions}
21. ↑  {{cite news|url= https://www.timesaerospace.aero/news/events/egypt-airshow-flight-dates-for-ambitious-egyptian-drones |title= Egypt Airshow: Flight dates for ambitious Egyptian drones}
22. 1 2  Lin, Joseph E. (20 March 2015). "China's Weapons of Mass Consumption". Foreign Policy. Retrieved 2 April 2018.
23. 1 2  "中國無人機到底有多牛？一次齊射妥妥幹掉一個坦克連". xcnnews.com. 3 January 2018. Retrieved 2 April 2018.
24. ↑  "Contracts". US Department of Defense. 16 مارس 2018. Archived from the original on 18 March 2018. Retrieved 2 April 2018.
25. ↑  "AeroVironment Awarded $44.5 Million Puma AE UAS Contract from a Major Country in the Middle East" (Press release). AeroVironment. 6 مارس 2018. Archived from the original on 18 March 2018. Retrieved 2 April 2018.
26. ↑  Peter La Franchi (5 ژوئیه 2007). "Egypt resumes Scarab UAV upgrade talks". Flight Global. Archived from the original on 9 March 2018. Retrieved 2 April 2018.
27. ↑  Dragondrones بایگانی‌شده  در ۹ مارس ۲۰۱۸ توسط Wayback Machine Retrieved 2 April 2018.
28. ↑  "Aerial targetry and scoring wins for Meggitt Defence Systems". Retrieved 2 April 2018.